# アドルフォ・チェリ
アドルフォ・チェリ（Adolfo Celi, 1922年7月27日 - 1986年2月19日）は、イタリアの俳優、映画監督。 

## プロフィール
イタリア、シチリア島のメッシーナで生まれ、18歳のときローマ演劇アカデミーを卒業後すぐに俳優デビューした。その後14年間、南米ブラジル、アルゼンチンで映画、舞台、テレビの監督を務める。母国イタリア語の他、フランス語、英語、スペイン語、ポルトガル語が堪能であったが、007のラルゴ役は英国声優ロバート・リエッティが吹き替えている。3回結婚し、1986年に心臓発作によりローマで死去。

## 主な出演作品
- リオの男 L'Homme de Rio (1963)
- 華麗なる激情 The Agony and the Ecstasy (1965)
- 007 サンダーボール作戦 Thunderball (1965)
- 脱走特急 Von Ryan's express (1965)
- グラン・プリ Grand Prix (1966)
- まぼろしの市街戦 Le Roi de coeur (1966)
- 三人の女性への招待状 The Honey Pot (1967)
- 女王陛下の大作戦 Colpo maestro al servizio di Sua Maestà britannica (1967)
- ドクター・コネリー/キッドブラザー作戦 O.K. Connery (1967)
- アルデンヌの戦い Dalle Ardenne all'inferno (1967)
- 新・黄金の七人＝7×7 Sette volte sette (1968)
- アマン・フォー・エマニュエル Io, Emmanuelle (1969)
- 夜の刑事 Un Detective (1969)
- モルグ街の殺人 Murders in the Rue Morgue (1971)
- 自由の幻想 Le Fantôme de la liberté (1974)
- ブラザー・サン シスター・ムーン Fratello sole, sorella luna (1972)
- そして誰もいなくなった And Then There Were None (1974)
- バニシング Uomini si nasce poliziotti si muore (1976)
- 新・課外教授/禁断のセックス La moglie di mio padre (1976)
- バチカンの嵐 Monsignor (1982)